# Gaio Vettio Aquilino Giovenco
Gaio Vettio Aquilino Giovenco (in latino Gaius Vettius Aquilinus Iuvencus; fl. 329) è stato un poeta cristiano romano in lingua latina del IV secolo.

## Biografia
Come spesso accade per molti autori minori di questa fase dell'Impero, della vita di Giovenco, prete spagnolo vissuto sotto l'imperatore Costantino I, non si sa quasi nulla. La citazione più importante sull'autore è fornita da Sofronio Eusebio Girolamo (De Vir.Ill.). Potrebbe essere stato il figlio o il nipote del console Vettio Aquilino, ma nulla sappiamo dell'ambiente in cui egli operò. Giovenco è, infatti, una figura letterariamente isolata in una Spagna che soltanto dopo circa trent'anni comincerà a dare segni di vita in questo senso.

## Opere
Giovenco fornì il primo esempio di parafrasi poetica in versi esametrici dei testi biblici nella sua opera composta dai 4 libri evangeliorum scritti intorno al 329 - 330. La parafrasi della Bibbia si fonda sul Vangelo di San Matteo, integrato a tratti con i vangeli di Luca e Giovanni. L'intenzione dell'opera è quella di narrare le gesta eroiche di un protagonista d'eccezione come Gesù, trasformato quasi in un personaggio epico, seguendo una linea comune nella tradizione della letteratura latina cristiana, ovvero la volontà di contrapporre ideologicamente la nascente letteratura cristiana stessa con quella pagana per creare un'epopea nuova che soppiantasse quella degli autori antichi.

## Lingua e stile
L'impostazione dell'opera è strettamente filologica e Giovenco si attiene rigorosamente al testo originale, come racconta Girolamo nel suo De Viris Illustribus (De Vir.Ill.,84), il quale afferma che la parafrasi del testo sacro è stata compiuta dall'autore paene ad verbum. L'opera è prosodicamente controllata e lo stile è elegante e manieristico. Non sono presenti deviazioni del testo originale se non in alcune descrizioni paesaggistiche e in qualche riflessione personale di natura morale. 
L'opera è importante soprattutto a livello documentaristico e si colloca in quel filone letterario sorto fra il IV ed il V secolo i cui autori cristiani partivano dal presupposto che la vis doctrinaria della Bibbia dovesse essere abbellita poeticamente con intento didattico e pedagogico, come missione evangelica e servizio culturale ai contemporanei e ai posteri; Giovenco ha cercato di vivacizzare il racconto evangelico ricorrendo a una larghissima aggettivazione e cercando di sdrammatizzare, anche visivamente, i fatti raccontati. L'ispirazione giovenchiana, in un certo senso, si può dire abbia preceduto quella di autori maggiori quali Ambrogio, Prudenzio, Paolino di Nola, i quali hanno poi sviluppato la poesia latina cristiana come forma d'arte dal valore estetico autonomo.